# Apanteles capeki
Apanteles capeki är en stekelart som beskrevs av Gyorfi 1955. Apanteles capeki ingår i släktet Apanteles och familjen bracksteklar. Inga underarter finns listade i Catalogue of Life.